# Neptis astola
Neptis astola är en fjärilsart som beskrevs av Moore 1872. Neptis astola ingår i släktet Neptis och familjen praktfjärilar. Inga underarter finns listade i Catalogue of Life.